# Azophi (cráter)
Azophi es un cráter de impacto lunar que se encuentra en las escarpadas tierras altas del centro-sur de la Luna. El borde del noroeste se une al cráter Abenezra, ligeramente más pequeño. Al este-sureste está Sacrobosco, de mayor tamaño y perfil irregular.
El amplio borde exterior de Azophi tiene una forma ligeramente poligonal, con esquinas redondeadas. El borde es relativamente agudo. Aunque presenta hendiduras, no acusa desgaste significativo y no está afectado por cráteres más pequeños, con la excepción de Azophi C, que se encuentra en la pared noreste interior. La plataforma interior carece de un pico central y solo está marcada por unos diminutos cráteres.
Debe su nombre a Abd Al-Rahman Al Sufi astrónomo persa del siglo X, también conocido por su nombre occidental: Azophi.
|  |

## Cráteres satélite

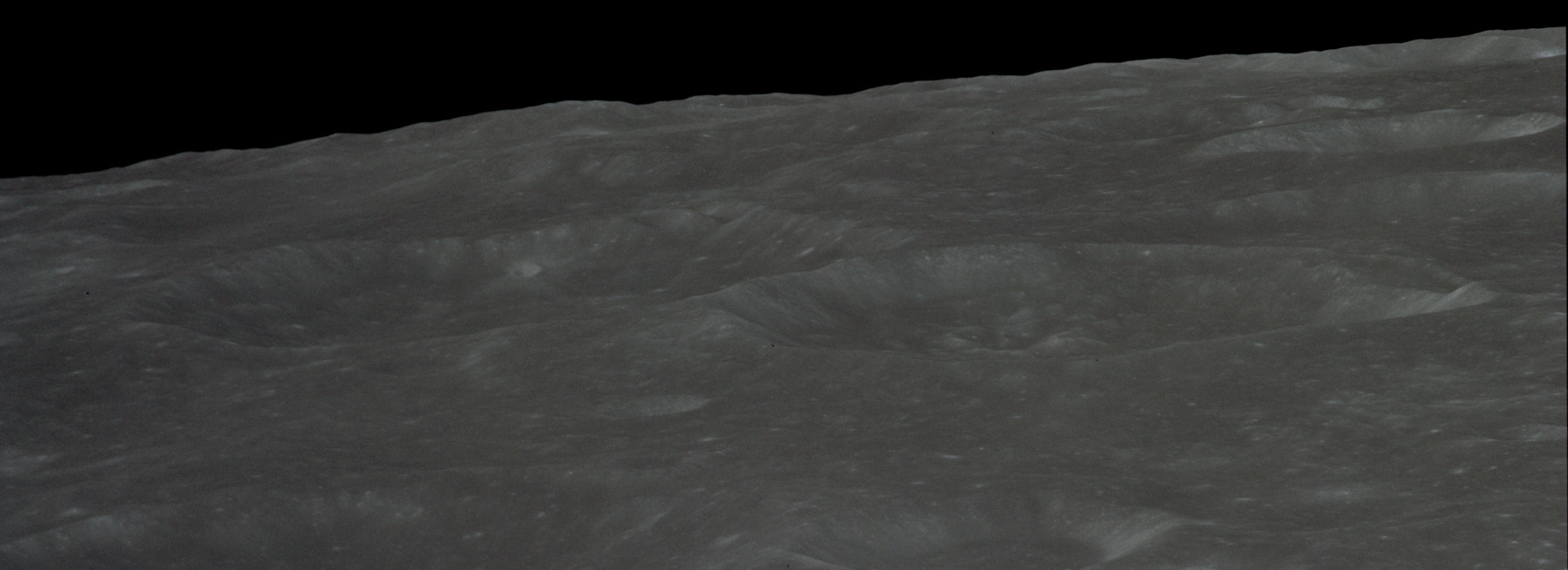
Fotografía de la misión Apolo 14

Por convención estos elementos son identificados en los mapas lunares poniendo la letra en el lado del punto medio del cráter que está más cerca de Azophi.
|        | \| Azophi \| Coordenadas \| Diámetro \| \| ------ \| ----------------------------- \| -------- \| \| A \| 24°24′S 11°12′E / -24.4, 11.2 \| 29 km \| \| B \| 23°36′S 10°36′E / -23.6, 10.6 \| 19 km \| \| C \| 21°48′S 13°06′E / -21.8, 13.1 \| 5 km \| \| D \| 24°18′S 13°24′E / -24.3, 13.4 \| 9 km \| \| E \| 23°30′S 13°48′E / -23.5, 13.8 \| 5 km \| \| F \| 22°12′S 13°54′E / -22.2, 13.9 \| 6 km \| \| G \| 23°54′S 12°18′E / -23.9, 12.3 \| 53 km \| \| H \| 25°30′S 11°48′E / -25.5, 11.8 \| 21 km \| \| J \| 21°12′S 13°06′E / -21.2, 13.1 \| 8 km \| |          |
| Azophi | Coordenadas | Diámetro |
| A      | 24°24′S 11°12′E / -24.4, 11.2 | 29 km    |
| B      | 23°36′S 10°36′E / -23.6, 10.6 | 19 km    |
| C      | 21°48′S 13°06′E / -21.8, 13.1 | 5 km     |
| D      | 24°18′S 13°24′E / -24.3, 13.4 | 9 km     |
| E      | 23°30′S 13°48′E / -23.5, 13.8 | 5 km     |
| F      | 22°12′S 13°54′E / -22.2, 13.9 | 6 km     |
| G      | 23°54′S 12°18′E / -23.9, 12.3 | 53 km    |
| H      | 25°30′S 11°48′E / -25.5, 11.8 | 21 km    |
| J      | 21°12′S 13°06′E / -21.2, 13.1 | 8 km     |